# Nyári pajzsosrák
A nyári pajzsosrák (Triops cancriformis) a levéllábú rákok (Branchiopoda) osztályának Notostraca rendjébe, ezen belül a pajzsosrákok (Triopsidae) családjába tartozó faj.

## Előfordulása
A nyári pajzsosrák ritka, inkább Dél-, Délkelet-Európában fordul elő. Magyarországon gyakori.

## Megjelenése
A nyári pajzsosrák a Notostraca ősi rendjének jellegzetes képviselője, széles, lapos hátpajzzsal rendelkezik. Ez befedi az egész fejet és a törzset, végénél előtűnik a hátsó test az egy pár, fonal alakú, sokízű farokvillával. A törzsön legalább 40 pár levélláb található. Az állat hosszúsága a farokvillával együtt elérheti a 10 centimétert.

## Életmódja
A nyári pajzsosrák, a Branchipus schaefferihez hasonlóan meleg vizekben élő faj, agyagos talajú pocsolyákban, elárasztott réteken, olykor évente leeresztett halastavakban fordul elő. A pajzsosrákok többnyire a vízfenék iszapjában turkálnak, kutatnak férgek és rovarlárvák után. Olykor hasoldalukkal felfelé úsznak a víz felszíne alatt.

## Szaporodása
Európában szinte kizárólag csak nőstények élnek, ezek szűznemzéssel szaporodnak.
Fejlődési ideje május–szeptember között van.